# 정세혁
정세혁(1954년 11월 2일 ~)은 대한민국의 기업인이다.